# Nord-sud.com
 (octobre 2012).
Pour plus de détails, voir Fiche technique et Distribution.
Nord-sud.com  est un documentaire franco-belge réalisé en 2007.

## Synopsis
Internet a révolutionné les relations entre les personnes et les continents. Au Cameroun, le phénomène est spectaculaire en ce qu’il est devenu une sorte d’Eldorado pour les Camerounaises qui rêvent de subvenir aux besoins de leur famille grâce à un mari blanc. Josy, Sylvie et Mirelle ont tenté leur chance dans les innombrables cybercafés de Yaoundé et vivent désormais avec « leur blanc » en Wallonie, en Flandre et dans les Pyrénées. D’autres comme Nathalie ont eu moins de chance et ont dû revenir au pays après une expérience douloureuse…

## Fiche technique
- Réalisation : François Ducat
- Production : Les Productions du Lagon, Iota Productions, RTBF, France 3, WIP
- Scénario : François Ducat
- Image : Bernard Verstraete
- Montage : Marie-Hélène Mora
- Son : Marianne Roussy
- Musique : Warner Chappell Music France

## Distinctions
- Festival international du film indépendant (Bruxelles, 2008)